# 루슬란 마슈렌코
루슬란 올렉산드로비치 마슈렌코(우크라이나어: Русла́н Олекса́ндрович Машуре́нко, 1971년 3월 13일~)는 우크라이나의 유도 선수, 지도자이다. 2000년 하계 올림픽 남자 미들급에서 동메달을 획득했다.